# Јелах (Тешањ)
Јелах је насељено мјесто у Босни и Херцеговини у Општини Тешањ које административно припада Федерацији Босне и Херцеговине. Према попису становништва из 1991. у насељу је живјело 1.642 становника.

## Становништво
| Националност       | 1991.        | 1981.          | 1971.        |
| Муслимани          | 857 (52,19%) | 1.141 (67,55%) | 801 (79,70%) |
| Хрвати             | 529 (32,21%) | 331 (19,59%)   | 120 (11,94%) |
| Срби               | 97 (5,90%)   | 76 (4,49%)     | 57 (5,67%)   |
| Југословени        | 111 (6,76%)  | 113 (6,69%)    | 0            |
| остали и непознато | 48 (2,92%)   | 28 (1,65%)     | 27 (2,68%)   |
| Укупно             | 1.642        | 1.689          | 1.005        |